# Bélon (Fluss)
Der Bélon ist ein Fluss in Frankreich, der im Département Finistère in der Region Bretagne verläuft. Er entspringt im Gemeindegebiet von Bannalec und entwässert anfangs in südwestlicher Richtung, dreht dann auf Süd und Südost und mündet nach 26 Kilometern bei Kerfany les Pins, im Gemeindegebiet von Moëlan-sur-Mer, in den Atlantischen Ozean.
Unterhalb des Ortes Pont-Guily ist er bereits den Gezeiten unterworfen und bildet einen etwa fünf Kilometer langen Mündungstrichter, der im oberen Teil für seine Austernzucht berühmt ist. Unmittelbar an seiner Mündung trifft er auf den Mündungstrichter des Flusses Aven.

## Orte am Fluss
- Le Trévoux
- Moëlan-sur-Mer
- Riec-sur-Belon